# ヨハン・クリストフ・フリードリヒ・バッハ

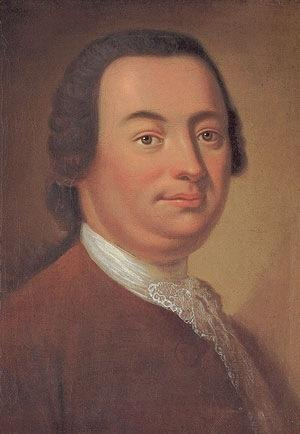
ヨハン・クリストフ・フリードリヒ・バッハ

ヨハン・クリストフ・フリードリヒ・バッハ（Johann Christoph Friedrich Bach, 1732年6月21日 ライプツィヒ - 1795年1月26日 ビュッケブルク）は、ドイツ前古典派音楽の作曲家。音楽一族バッハ家出身で、著名な音楽家であるヨハン・ゼバスティアン・バッハとアンナ・マクダレーナの第9子で、下から数えて2番目の息子にあたる。活動地に言及して「ビュッケブルクのバッハ」とも呼ばれる。

## 生涯
父親から音楽を学び、ライプツィヒ聖トーマス教会の附属学校に学ぶ。ライプツィヒ大学で法学を学んだと信じられているが、その証拠は存在しない。父親の死に先立つ1750年1月に、ヴィルヘルム・フォン・シャウムブルク＝リッペ伯爵のビュッケブルクの宮廷に、チェンバロ奏者として雇われ、経済的に自立。1759年にはコンサートマスターの地位に昇った。同地ではヨハン・ゴットフリート・ヘルダーと親交を結び、その歌詞によってカンタータを作曲した。
息子ヴィルヘルム・フリードリヒ・エルンスト・バッハは、後に作曲家として、バッハ一族の音楽伝統の掉尾を飾ることとなった。なおピーター・シックリーの冗談音楽シリーズP. D. Q. バッハは、ヨハン・クリストフ・フリードリヒの「今では忘れられた息子」という設定になっているが、このような息子が実在したわけではない。

## 作品と評価
才能の突出したバッハの息子たちの中にあって、ヨハン・クリストフ・フリードリヒ・バッハは、同時代から積極的な評価はなされていなかった。1793年のカール・フリードリヒ・クラーマー(Carl Friedrich Cramer)の証言によると「大バッハには息子が3人いる。クリスティアン、カール・フィリップ・エマヌエル、そしてフリーデマンだ。（ビュッケブルクに4人目がいるが私はその中に数えたくない。はっきり言うと「バッハ的なるもの」がないのだから。）」
ヨハン・クリストフ・フリードリヒ・バッハの作品は、必ずしも他の兄弟と同じような歴史的意義が認められるわけではない。しかしながら職人気質の作曲家として精励勤勉なだけでなく、外的環境や時代の趣味に対応してゆける柔軟さや器用さも備えていた。
初期には父バッハの構築的な作風の、中期には次兄カール・フィリップ・エマヌエルの衝動的で多感な作風の影響が見られるが、また同時にヴィルヘルム伯爵のイタリア音楽びいきのために、宮廷で出逢ったさまざまなイタリア人音楽家について、同時代のイタリア音楽の趣味を学んでいる。1778年に息子ヴィルヘルム・フリードリヒ・エルンストを連れて弟ヨハン・クリスティアンをロンドンに訪ねてからは、弟と、弟から教えられたモーツァルトの影響が表れるようになった。後年の作風はハイドンに近い。
残された作品には、14の交響曲や8曲のピアノ協奏曲、室内楽曲のほか、鍵盤楽器のためのソナタ、オラトリオやモテットなどの宗教曲、歌曲、舞台音楽などがある。

## 主な作品
交響曲
- 交響曲第1番 ヘ長調　Sinfonia No.1
- 交響曲第2番 変ロ長調　Sinfonia No.2
- 交響曲第3番 ニ短調　Sinfonia No.3
- 交響曲第4番 ホ長調　Sinfonia No.4
- 交響曲第6番 ハ長調　Sinfonia No.6
- 交響曲第10番 変ホ長調　Sinfonia No.10
- 交響曲第20番 変ロ長調　Sinfonia No.20

室内楽曲
- 六重奏曲 ハ長調　Sextett
- 6つの四重奏曲　6 Quartetti （1768年、ハンブルクで出版）
- 三重奏曲 ハ長調　Trio
- 6つのソナタ　6 Sonaten（1777年・リガで出版）

クラヴィア曲
- 4手のためのソナタ イ長調　Sonate für Cembalo zu 4 Hände（2楽章）
- 4手のためのソナタ ハ長調　Sonate für Cembalo zu 4 Hände（3楽章）
- 6つの易しいソナタ　6 Leichte Sonaten（1785年、ライプツィヒで出版）
- 3つの易しいソナタ　3 Leichte Sonaten（1789年、リンテルンで出版）
- 「ああ、お母さん聞いてください（きらきら星）」による変奏曲  Variationen über "Ah, vous dirai-je, mamam"
- 前奏曲 ホ短調　Präludium
- フゲッタ ハ長調　Fughette über H.C.F.B.(Hans Christoph Friedrich Bückeburg) B-A-C-H
- ポロネーズ　Polonaise
- アダージョ　Adagio
- メヌエットとアレグロ　Minuetto e allegro

オラトリオ
- ラザロの復活　Die Auferweckung Lazarus　（J.G.ヘルダーの詞、1773年）
- イエスの少年時代　Die Kindheit Jesu　（J.G.ヘルダーの詞）

モテット
- 我は臥して眠る　Ich liege und schlafe
- 目覚めよ、と呼ぶ声あり　Wachet auf! ruft uns Stimme

独唱カンタータ
- アメリカの女たち　Die Amerikanerin　（1776年、リガで出版）